# 马纳尔古迪
马纳尔古迪（Mannargudi），是印度泰米尔纳德邦Thiruvarur县的一个城镇。总人口61588（2001年）。

## 人口
该地2001年总人口61588人，其中男性30646人，女性30942人；0—6岁人口5678人，其中男2847人，女2831人；识字率78.78%，其中男性为84.01%，女性为73.61%。